# Monte Moldoveanu
O Monte Moldoveanu (em romeno:  Vârful Moldoveanu) é a montanha mais alta da Roménia, com 2544 m de altitude. Está situado no centro do país, e pertence aos montes Făgăraş, parte dos Cárpatos, no condado de Argeş.
As vias mais populares para chegar ao Moldoveanu passam pelo Viştea Mare (2527 m), por caminhos vindos de Podragu, Sambata, ou pelo vale de Vistea.
A localidade mais próxima é Victoria, na vertente norte. O monte é também acessível pelo lado sul, via Câmpulung.

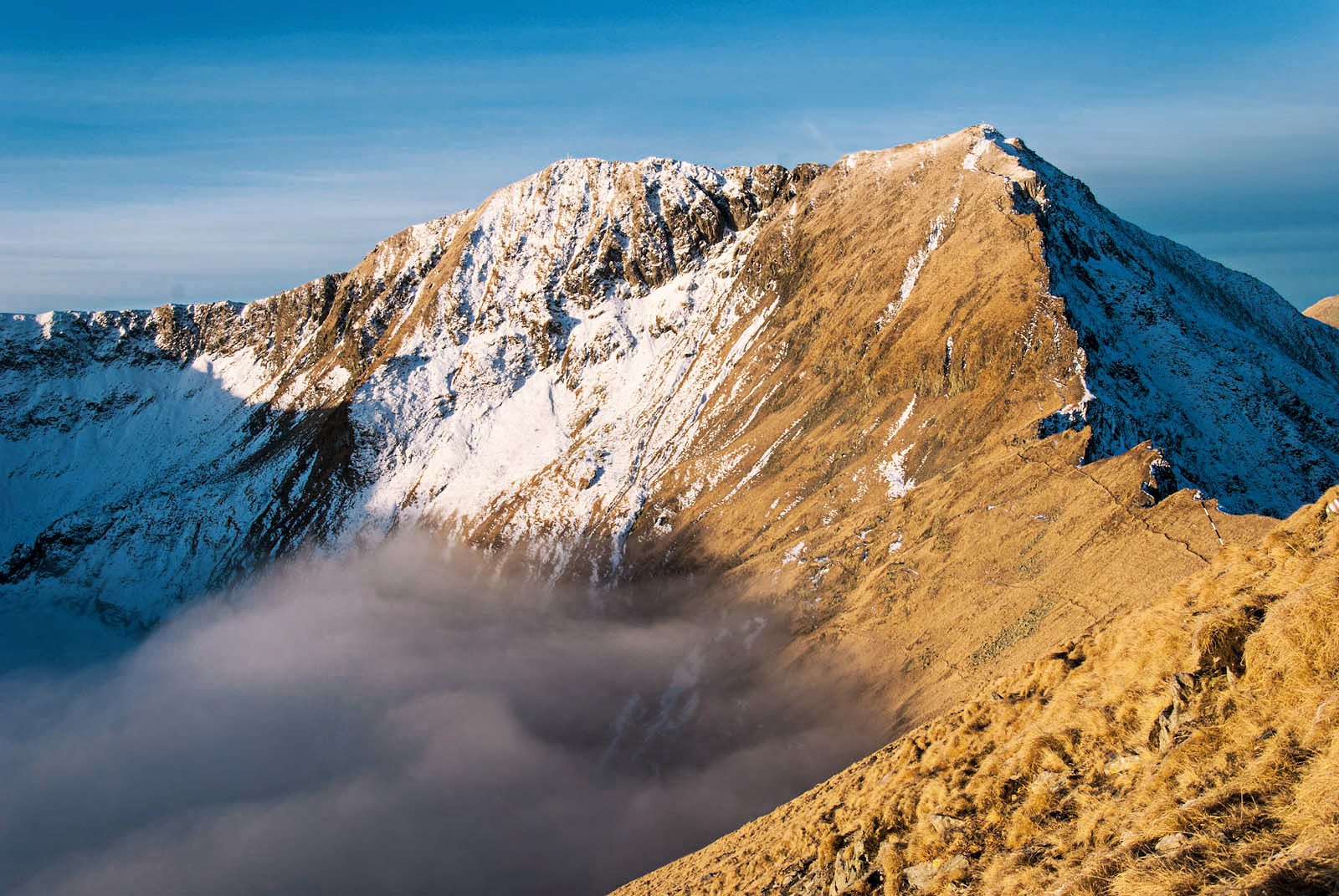
O Moldoveanu (esq.) e o Viştea Mare (dir.)